# Іжморський
Іжмо́рський (рос. Ижморский) — селище міського типу, центр Іжморського округу Кемеровської області, Росія.

## Населення
Населення — 5615 осіб (2010; 6101 у 2002).